# 平坝槭
平坝槭（学名：Acer shihweii）为槭树科槭属下的一个种。

## 扩展阅读
- 維基物種上的相關：平坝槭